# SMS Mainz
El SMS Mainz fue un crucero ligero de la clase Kolberg perteneciente a la Armada Imperial alemana .

## Construcción y diseño
Fue botado el 23 de enero de 1909, con un desplazamiento estándar de 4362 t. Estaba armado con 12 cañones de 105 mm, 4 de 52 mm y dos tubos lanzatorpedos de 450 mm. Era capaz de desarrollar una velocidad máxima de 27 nudos.

## Historial
A las pocas semanas del inicio de la Primera Guerra Mundial fue hundido junto a su gemelo, el SMS Köln y al crucero ligero SMS Ariadne, en la    Batalla de la Bahía de Heligoland el 28 de agosto de 1914.

### Batalla de la Bahía de Heligoland

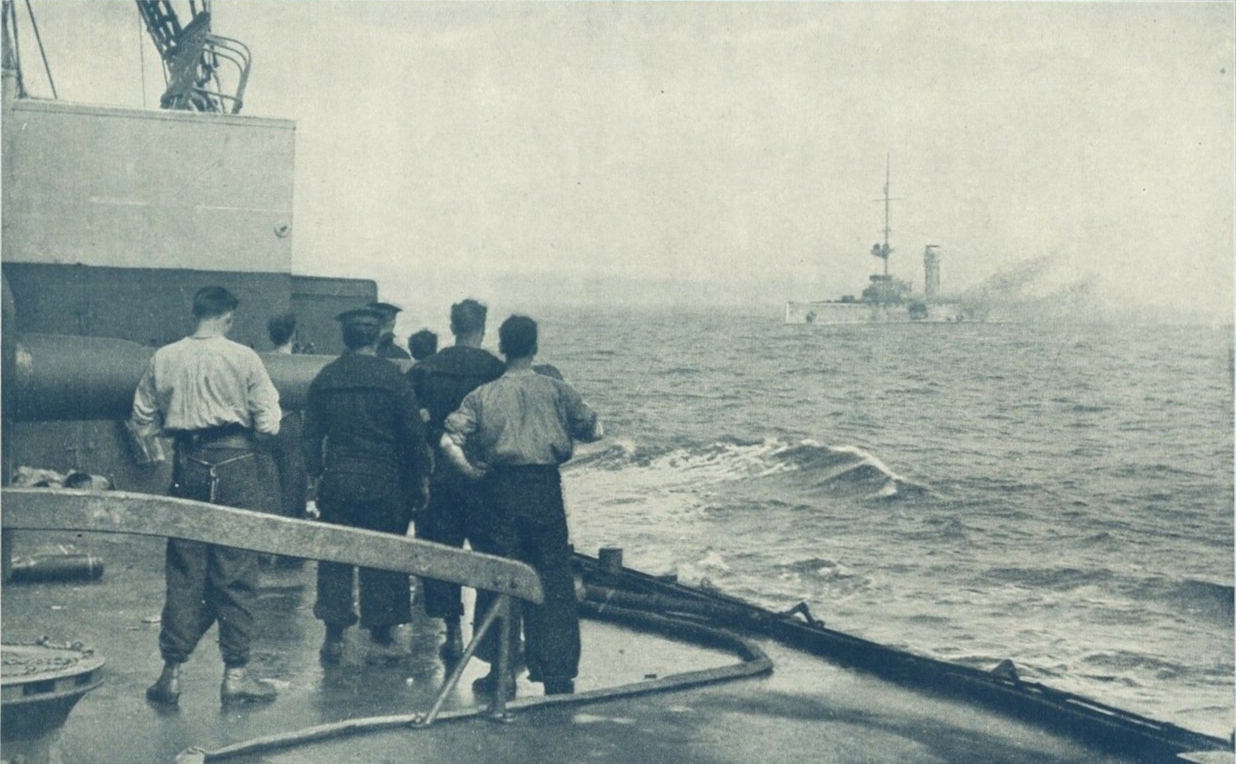
Los marineros británicos observan el gravemente dañado Mainz en llamas, momentos antes de hundirse

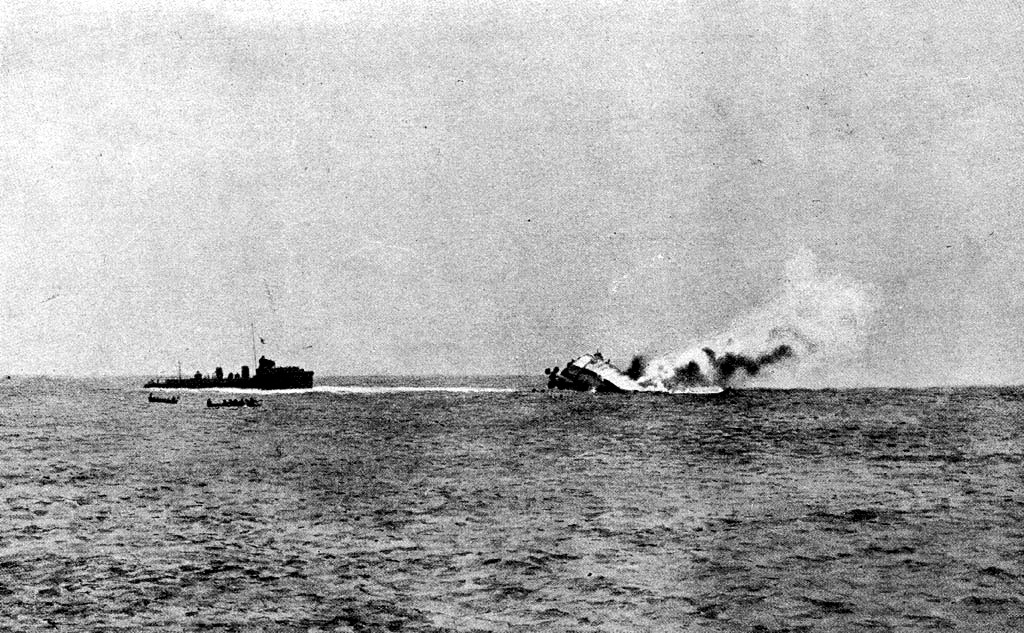
El SMS Mainz hundiéndose el 28 de agosto de 1914 en la Batalla de la bahía de Heligoland.

La fuerza británica Harwich formada por dos cruceros ligeros y 31 destructores bajo el mando del comodoro Reginald Tyrwhitt realizaba una patrulla al oeste de la base naval de la isla de Heligoland. Le proporcionaba cobertura la escuadra de cruceros de batalla bajo el mando del almirante David Beatty, con cinco cruceros de batalla.
En las primeras horas del 28 de agosto, la fuerza Harwich se encontró con destructores alemanes al oeste de Heligoland. Empezó la Batalla de la bahía de Heligoland. No totalmente sorprendidos por el ataque, los alemanes, desplegaron los cruceros ligeros SMS Frauenlob y SMS Stettin, a los que se unieron poco después otros cuatro cruceros ligeros que partieron desde Wilhelmshaven y Emden, entre los que se incluían el SMS Mainz. Debido al poco nivel del agua, los cruceros de batalla alemanes, no pudieron partir de Wilhelmshaven, lo cual hizo que les fuera imposible partir del Puerto a tiempo de proporcionar apoyo a las unidades en combate.
Fuera de alcance, y con su buque insignia, el crucero ligero HMS Arethusa, gravemente dañado por el SMS Frauenlob, Tyrwhitt recibió el apoyo inicial de la escuadra del comodoro Commodore William Goodenough, compuesta por seis modernos cruceros ligeros de la clase HMS Southampton. El SMS Frauenlob sufrió graves daños, y se vio obligado a retirarse a Heligoland.
El Mainz, llegó a la batalla desde Emden, e inicialmente, se encontró a varios destructores británicos, pero pronto se encontró rodeado por los cruceros de Goodenough. Al girar 180° el  Mainz, se dirigió directamente hacia los dos cruceros de Tyrwhitt los HMS Arethusa y HMS Fearless, y los 31 destructores. Un proyectil procedente del Fearless dañó la transmisión del Mainz; incapaz de escapar, sufrió un severo castigo en un combate en el que dejó a tres destructores británicos gravemente dañados. A las 12:25 los buques de Tyrwhitt, cesaron en su ataque, y comenzaron a rescatar a los supervivientes del dañado buque alemán, del que pudieron rescatar en torno a 200, incluido el hijo del almirante Tirpitz; 89 tripulantes perecieron.  Aproximadamente 40 minutos después, el Mainz se hundió.